# 刘兰亭
刘兰亭（1917年10月—2000年），男，陕西神木人，中华人民共和国政治人物，曾任甘肃省公安厅厅长，甘肃省高级人民法院院长，甘肃省人大常委会副主任，第七届全国人大代表。